# Абганеровское сельское поселение
Абганеровское сельское поселение — сельское поселение в Октябрьском районе Волгоградской области. Административный центр и единственный населённый пункт в составе сельского поселения — село Абганерово. 

## Население
| 2010  | 2012  | 2013  | 2014  | 2015  | 2016  | 2017  |
| ----- | ----- | ----- | ----- | ----- | ----- | ----- |
| 1752  | ↘1720 | ↘1715 | ↘1671 | ↘1664 | ↘1644 | ↘1631 |
| 2018  | 2019  | 2020  | 2021  |       |       |       |
| ↘1607 | ↘1580 | ↘1542 | ↘1483 |       |       |       |

## Состав сельского поселения
| № | Населённый пункт | Тип населённого пункта       | Население |
| - | ---------------- | ---------------------------- | --------- |
| 1 | Абганерово       | село, административный центр | ↘1483     |

## Транспорт
Территорию поселения пересекает автодорога Волгоград - Котельниково - Сальск.